# Hans Summer

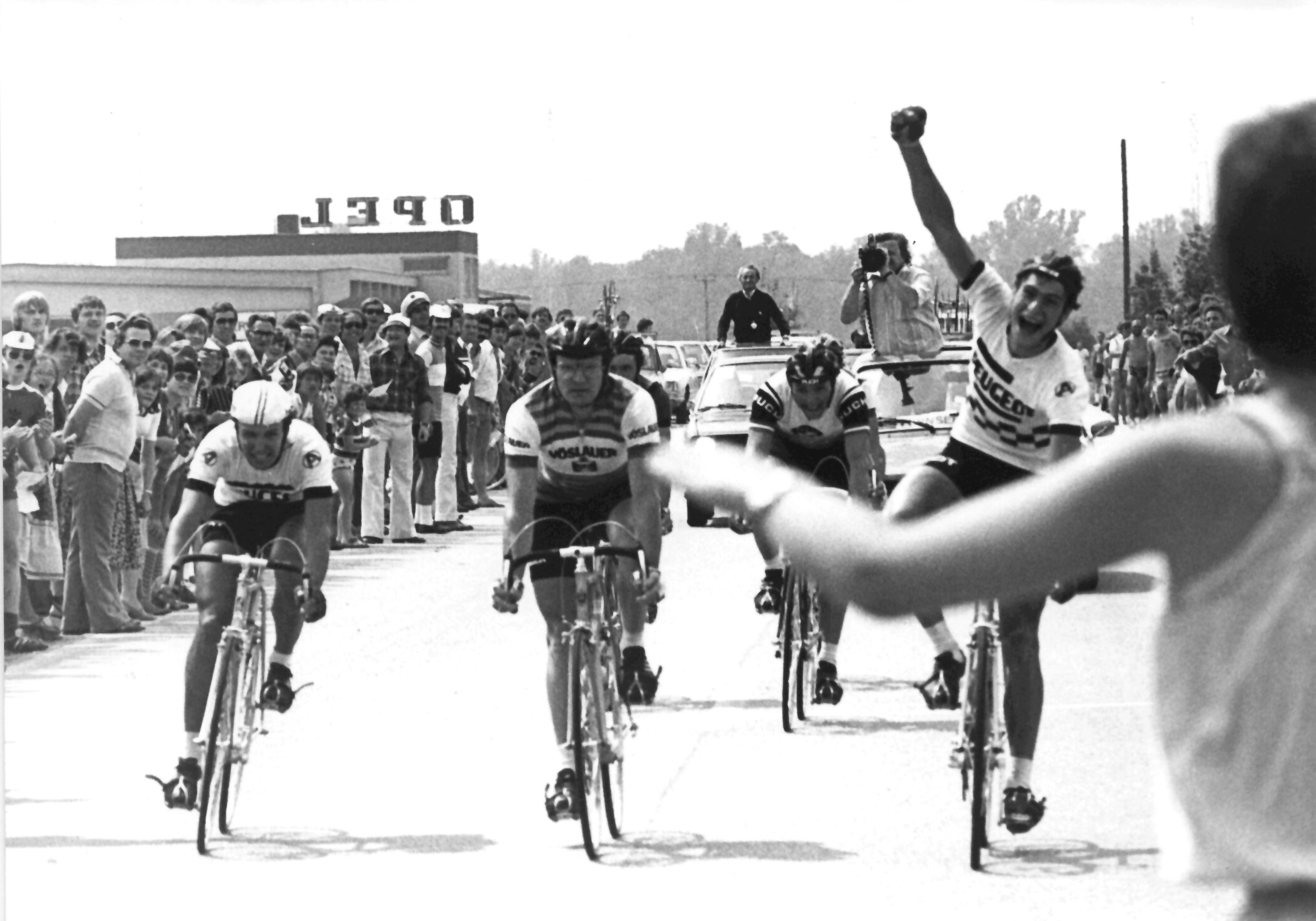
Österreichische Meisterschaft 1976: 1. Herbert Spindler, 2. Leo Karner, 3. Peter Muckenhuber, 4. Hans Summer

Hans Summer (* 24. Oktober 1951 in Dietersdorf) ist ein ehemaliger österreichischer Radrennfahrer.
1972 nahm Hans Summer an den Olympischen Sommerspielen in München teil und wurde als jüngster österreichischer Radsportteilnehmer 10. im Mannschaftszeitfahren (mit Siegfried Denk, Roman Humenberger und Rudolf Mitteregger) und 46. im Straßenrennen. Dieser Olympiateilnahme sollte noch zwei folgen: Bei den Spielen 1976 in Montreal belegte er im Mannschaftszeitfahren über 100 Kilometer Platz 15 (mit Humenberger, Mitteregger und Leo Karner) und vier Jahre später, in Moskau Platz 13 (mit Johann Lienhart, Peter Muckenhuber und Herbert Spindler).
1977 wurde Summer Österreichischer Staatsmeister im Straßenrennen der Elite und holte einen Etappensieg in der Niedersachsen-Rundfahrt. Zudem gewann er die Steiermark-Rundfahrt und Wien–Rabenstein–Gresten–Wien. 1979 gewann er die nationale Meisterschaft im Paarzeitfahren mit Rudolf Mitteregger. Neben mehreren Etappensiegen bei der Österreich-Rundfahrt gelangen ihm Siege beim Rennen Wien-Rabenstein-Gresten-Wien (1977) sowie bei der Uniqua Classic (1979).
Hans Summer ist der Vater des ehemaligen Radrennfahrers Jochen Summer.